# Ayn al-Quzat Hamadani
Ayn al-Quzāt Hamadani, persiska عین‌القضات همدانی, född 1098, död 7 maj 1131, var en persisk sufisk mystiker, filosof och matematiker som avrättades för kätteri vid trettiotre års ålder.